# Convent de les Monges Caputxines
El Convent de les Monges Caputxines és una obra neoclàssica de Mataró (Maresme) protegida com a bé cultural d'interès local.

## Descripció
Tot el conjunt, situat al carrer de l'Esplanada, de línies molt austeres i senzilles, és construït amb pedra granítica unida amb morter de calç i sorra, que hom pot situar dins el corrent neoclassicista de l'època. Ocupa una gran extensió de terrenys i està dividit en dues grans naus dedicades a la clausura i una tercera a serveis. Compta amb una església dedicada a la Mare de Déu de l'Assumpció que està precedida per un pati rectangular, al qual s'accedeix des de l'esplanada per un portal amb triple arcada, és d'una sola nau coberta amb volta de canó amb llunetes. Pati i església formen l'ala E del convent
A ponent de l'església, el claustre, format per quatre galeries d'arcs de mig punt sobre pilars quadrangulars, i la resta de dependències monàstiques forma l'ala N del conjunt Ambdues ales (E i N) encerclen l'hort de les monges.
Durant la guerra del Francès (1808-1814) el convent fou ocupat per aquest i convertit en caserna, com també ho fou quan el 1823 tornaren els Cent Mil Fills de sant Lluís per tal de restablir l'absolutisme. En aquell moment les monges hagueren de trasllader-se al convent de Sant Josep, dins de les muralles, on romangueren per l'espai de mig any
Més endavant, als anys 1855-1856, el convent fou convertit en escola per a noies, per disposició oficial, i, finalment, arran dels avalots de juliol del 1936, les monges foren exclaustrades. Durant un breu període, el convent serví de presó. Posterioement, tornà a ser ocupat per les monges.

## Història
Quan fou edificat el convent de les monges caputxines el lloc que ocupà es trobava als afores de la Vila de Mataró, s'hi anava per un camí que sortia del portal de Valldeix i que també menava al convent dels frares Caputxins. Avui, però, es troba, dins de la vila ocupant la major part de l'illa que formen l'Esplanada i el carrer d'Alfons X, el savi
El rei Felip V concedí llicència a la vila de Mataró per a la construcció del convent de les caputxines el 9 de juliol del 1729, fundat per Pau Martí. Tot just al cap d'un any i mig el rector de santa Maria, mossén Francesc Llauder, va posar-hi la primera pedra i al cap d'un mes, el 17 de desembre de 1730 amb assistència de tot el poble i amb gran solemnitat es col·locà la primera pedra de l'església. Tot plegat va acabar-se de construir l'any 1736, però l'establiment de la primera comunitat de manera definitiva no es produí fins al 23 d'abril del 1741.